# ونوغة (بومرداس)
ونوغة هي قرية جزائرية تقع في بلدية يسر - دائرة يسر - ولاية بومرداس ·  ·  · .